# Campionatul Mondial de Atletism din 2022 - 200 m (feminin)
Proba feminină de 200 m de la Campionatul Mondial de Atletism din 2022 a avut loc în perioada 18-21 iulie 2022 pe Hayward Field din Eugene, SUA.

## Timpul de calificare
Timpul standard pentru calificare a fost 22,80.

## Program
Ora este ora SUA (UTC-7) 
| Data          | Oră   | Etapă      |
| ------------- | ----- | ---------- |
| 18 iulie      | 18:00 | Calificări |
| 19 iulie      | 18:05 | Semifinale |
| 21 iulie 2022 | 19:35 | Finala     |

## Rezultate

### Calificări
Primele 3 atlete din fiecare serie (C) împreună cu 6 atlete cu cei mai buni timpi (c) s-au calificat în semifinale.
| Loc | Serie | Sportiv                 | Țară                       | Timp    | Note  |
| --- | ----- | ----------------------- | -------------------------- | ------- | ----- |
| 1   | 3     | Aminatou Seyni          | Niger                      | 21,98   | C, RN |
| 2   | 6     | Favour Ofili            | Nigeria                    | 22,24   | C     |
| 3   | 5     | Abby Steiner            | Statele Unite ale Americii | 22,26   | C     |
| 4   | 3     | Shelly-Ann Fraser-Pryce | Jamaica                    | 22,26   | C     |
| 5   | 4     | Tamara Clark            | Statele Unite ale Americii | 22,27   | C     |
| 6   | 2     | Beatrice Masilingi      | Namibia                    | 22,27   | C, SB |
| 7   | 1     | Shericka Jackson        | Jamaica                    | 22,33   | C     |
| 8   | 5     | Mujinga Kambundji       | Elveția                    | 22,34   | C     |
| 9   | 6     | Jenna Prandini          | Statele Unite ale Americii | 22,38   | C     |
| 10  | 2     | Elaine Thompson-Herah   | Jamaica                    | 22,41   | C     |
| 11  | 4     | Dina Asher-Smith        | Marea Britanie             | 22,56   | C     |
| 12  | 1     | Anahí Suárez            | Ecuador                    | 22,56   | C     |
| 13  | 4     | Tynia Gaither           | Bahamas                    | 22,61   | C     |
| 14  | 5     | Nzubechi Grace Nwokocha | Nigeria                    | 22,61   | C     |
| 15  | 1     | Dalia Kaddari           | Italia                     | 22,75   | C     |
| 16  | 4     | Gina Bass               | Gambia                     | 22,78   | c SB  |
| 17  | 3     | Vitoria Cristina Rosa   | Brazilia                   | 22,84   | C     |
| 18  | 2     | Ida Karstoft            | Danemarca                  | 22,85   | C     |
| 19  | 1     | Jessica-Bianca Wessolly | Germania                   | 22,87   | c     |
| 20  | 4     | Jessika Gbai            | Coasta de Fildeș           | 22,89   | c     |
| 21  | 1     | Rosemary Chukwuma       | Nigeria                    | 22,93   | c     |
| 22  | 1     | Edidiong Odiong         | Bahrain                    | 22,98   | c     |
| 23  | 2     | Joella Lloyd            | Antigua și Barbuda         | 22,99   | c     |
| 24  | 3     | Beth Dobbin             | Marea Britanie             | 23,04   |       |
| 25  | 5     | Lauren Gale             | Canada                     | 23,08   |       |
| 26  | 6     | Jacinta Beecher         | Australia                  | 23,22   | C     |
| 27  | 6     | Olivia Fotopoulou       | Cipru                      | 23,25   |       |
| 28  | 2     | Sophia Junk             | Germania                   | 23,27   | SB    |
| 29  | 5     | Ella Connolly           | Australia                  | 23,27   |       |
| 30  | 3     | Imke Vervaet            | Belgia                     | 23,28   |       |
| 31  | 5     | Maboundou Koné          | Coasta de Fildeș           | 23,32   |       |
| 32  | 6     | Catherine Léger         | Canada                     | 23,35   |       |
| 33  | 2     | Lorène Bazolo           | Portugalia                 | 23,41   |       |
| 34  | 4     | Ana Carolina Azevedo    | Brazilia                   | 23,45   |       |
| 35  | 6     | Georgia Hulls           | Noua Zeelandă              | 23,46   |       |
| 36  | 4     | Shirley Nekhubui        | Africa de Sud              | 23,46   |       |
| 37  | 1     | Olga Safronova          | Kazahstan                  | 23,50   |       |
| 38  | 2     | Anniina Kortetmaa       | Finlanda                   | 23,51   |       |
| 39  | 3     | Veronica Shanti Pereira | Singapore                  | 23,53   |       |
| 40  | 3     | Elisabeth Slettum       | Norvegia                   | 23,55   |       |
| 41  | 2     | Lorraine Martins        | Brazilia                   | 23,60   |       |
| 42  | 5     | Beyonce Defreitas       | Insulele Virgine Britanice | 23,81   |       |
| 43  | 6     | Hanna Barakat           | Palestina                  | 26,33   | RN    |
| 44  | 6     | Anthonique Strachan     | Bahamas                    | 1:50,06 |       |
|     | 3     | Marie-Josée Ta Lou      | Coasta de Fildeș           |         | DS    |

### Semifinale
Primele două atlete din fiecare serie (C) și următoarele două atlete cu cel mai bun timp (c) s-au calificat în finală.
| Loc | Serie | Sportiv                 | Țară                       | Timp  | Note  |
| --- | ----- | ----------------------- | -------------------------- | ----- | ----- |
| 1   | 1     | Shericka Jackson        | Jamaica                    | 21,67 | C     |
| 2   | 3     | Shelly-Ann Fraser-Pryce | Jamaica                    | 21,82 | C, SB |
| 3   | 2     | Tamara Clark            | Statele Unite ale Americii | 21,95 | C     |
| 4   | 2     | Dina Asher-Smith        | Marea Britanie             | 21,96 | C, SB |
| 5   | 2     | Elaine Thompson-Herah   | Jamaica                    | 21,97 | c, SB |
| 6   | 1     | Aminatou Seyni          | Niger                      | 22,04 | C     |
| 7   | 1     | Mujinga Kambundji       | Elveția                    | 22,05 | c, RN |
| 8   | 1     | Jenna Prandini          | Statele Unite ale Americii | 22,08 |       |
| 9   | 3     | Abby Steiner            | Statele Unite ale Americii | 22,15 | c     |
| 10  | 3     | Favour Ofili            | Nigeria                    | 22,30 |       |
| 11  | 1     | Tynia Gaither           | Bahamas                    | 22,41 | PB    |
| 12  | 2     | Vitoria Cristina Rosa   | Brazilia                   | 22,47 | RCo   |
| 13  | 2     | Nzubechi Grace Nwokocha | Nigeria                    | 22,49 |       |
| 14  | 1     | Gina Bass               | Gambia                     | 22,71 | SB    |
| 15  | 1     | Rosemary Chukwuma       | Nigeria                    | 22,72 |       |
| 16  | 3     | Anahí Suárez            | Ecuador                    | 22,74 | RN    |
| 17  | 3     | Ida Karstoft            | Danemarca                  | 22,84 |       |
| 18  | 2     | Jessika Gbai            | Coasta de Fildeș           | 22,84 |       |
| 19  | 3     | Dalia Kaddari           | Italia                     | 22,86 |       |
| 20  | 1     | Jacinta Beecher         | Australia                  | 23,14 |       |
| 21  | 2     | Edidiong Odiong         | Bahrain                    | 23,31 |       |
| 22  | 3     | Jessica-Bianca Wessolly | Germania                   | 23,33 |       |
| 23  | 3     | Joella Lloyd            | Antigua și Barbuda         | 23,38 |       |
| 24  | 2     | Beatrice Masilingi      | Namibia                    | 24,78 |       |

### Finala
Finala a avut loc pe 21 iulie. 
| Loc | Sportiv                 | Țară                       | Timp  | Note    |
| --- | ----------------------- | -------------------------- | ----- | ------- |
| 1   | Shericka Jackson        | Jamaica                    | 21,45 | RCo, RN |
| 2   | Shelly-Ann Fraser-Pryce | Jamaica                    | 21,81 | SB      |
| 3   | Dina Asher-Smith        | Marea Britanie             | 22,02 |         |
| 4   | Aminatou Seyni          | Niger                      | 22,12 |         |
| 5   | Abby Steiner            | Statele Unite ale Americii | 22,26 |         |
| 6   | Tamara Clark            | Statele Unite ale Americii | 22,32 |         |
| 7   | Elaine Thompson-Herah   | Jamaica                    | 22,39 |         |
| 8   | Mujinga Kambundji       | Elveția                    | 22,55 |         |